# 無奴学派
無奴学派（むどがくは、略語「無奴派」）とは、中国の歴史学者黄現璠を始祖とする中国歴史学における一学派を指し、創始した黄現璠が「無奴論」（無奴隷社会論）を提唱したため、この名がある。この名称は、陳吉生教授が2010年に発表した長大な論文の中で用いられた。なお、ここでいう「無奴」とは、「奴隷社会が不在である（無い）」という見解であり、「奴隷がいない」あるいは「奴隷制がなかった」の意ではない。

## 歴史的な背景
有史以来、人が人を所有するという奴隷制度は世界中どこにでも見られた。古代のある時期、奴隷が社会の主な労働力となっている体制を奴隷制と呼ぶ。この奴隷制は、唯物史観の発展段階論において、原始共産制以降、生産力の増大にともなって生産関係も変化し、封建制へと至る途中の段階とされる。言い換えれば、原始共産社会から封建社会へと移行するあいだの階級社会が奴隷社会とされる。中国史において、唯物史観的発展段階論を適用した場合の奴隷制について、近代以降、中国史を専攻する学者たちは、ヘーゲルやマルクスによって押された「アジア的停滞」の烙印を何とかして剥がそうと試みた。そのさきがけとなったのが郭沫若である。郭沫若はその著書『中国古代社会史研究』（1930年）において発展段階論を中国史に適用し、西周を奴隷制の時代とし、春秋時代以降を封建制とした。これに対して呂振羽は殷（商）代を奴隷制、周代を封建制の社会だとして反論し、この論争は結論を見ないままに終わることになる。
1949年以降、郭沫若を代表とする中国のマルクス主義歴史学者は、中国古代史学においては、殷商時代、西周時代、あるいは秦漢時代を奴隷制の時代とし、原始共産制以降発展し、封建制へと至る奴隷制社会として「有奴論」を主張した。この「有奴論」は毛沢東の庇護を受け、歴史教科書に記された。これにより、唯物史観の発展段階論によって国民を教育し、「人類の歴史は階級闘争の歴史である」という学説を強制的に教え込んだのである。このような政治環境の中で、それに反対することは懲役の可能性があるため、「有奴論」に敢えて反対するものはいなかった。しかし、アメリカ太平洋大学アジア研究センターのジェフリー・G・バロ歴史学教授、およびカリフォルニア大学歴史学教授ジョージ・V・H・モズレーは以下のように指摘した。
- 「マルクスの著作に対する理解の混乱があってはっきりと説明できないため、この地区（チワン族地区）の伝統的な中国の解釈の観点は、依然として人びとに懐疑の意を示させた。伝統的な観点によれば、チワン族は宋代の前に奴隷社会に属し、そこで国家を創立することはあり得ない。黄現璠と国際史学界に公認されたチワン族歴史学者は、納得できる自説を展開しており、過去何回も詰問に遭った部分を雄弁に論証した。つまり、伝統的な観点（唯物史観の発展段階論）はチワン族社会を説明することに適しないのだ」（バロ）[5] 。
- 「この観点のために、黄現璠は非難に何度も遭いた。」（モズレー）[6]。

## 学派の誕生
このような政治背景の中で、学派の創始者である黄現璠は、懲役のリスクを恐れることなく、1957年、1962年、1979年および1981年に発表した長大な論文や著作のなかで、「奴隷制」と「奴隷社会」とを同一視することはできないと論じ、中国古代史において奴隷社会は存在しなかったという大胆な主張を展開し、先史時代までを原始共産社会、殷商から戦国時代までを領主封建社会、秦漢からアヘン戦争までを地主封建社会とする区分法を中心に中国史の社会形態論を展開し、古代中国は「無奴隷社会」であったと唱え、「無奴論」を説いたのである。
黄現璠の「無奴論」と「奴隷社会跨越論」登場後、これらは、中国歴史学界の普遍的な反応を得た。広西民族大学の莫金山教授が語るところによると、「1979年に、黄現璠は『中国民族歴史に奴隷社会がないことについて』という重要な論文を発表したのちに、張広志、胡鍾達の両教授の熱烈な支持を得た。筆者の大まかな統計によれば、現在の中国史学界では発表したこの種類の文章はすでに百編近くなった。『中国民族歴史に奴隷社会がない』の支持者は日に日に増える各種の兆しがある」と表明した。西安理工大学人文学院の王長坤、魯寛民、尹潔教授が語るところによると、「1979年に、黄現璠は『中国民族歴史に奴隷社会がないことについて』という重要な論文を発表した後に、張広志、胡鍾達、沈長雲など教授の熱烈な支持を得て、その上、支持者はだんだん多くなって、ここ数年来発表したこの種類の文章は百編すでに近くなった。現在には「無奴学派」の支持者はだんだん多くなるようで、1種の熱気あふれるような活況を呈している。それに対し、郭沫若を代表にした「有奴派」の追随者は決して多くなく、新味に乏しく、批判者の力強い挑戦を受けでいる」。
青海師範大学の元学長で教授の張広志が語るところによると、「文化大革命10年の時期に、林彪と4人組は毛沢東の名を借りて、郭沫若の中国古代社会発展段階説をただ尊重することに確約した。改革開放後の新しい時代の比較的な自由な学術環境の到来に従って、何人かの学者が根本的に再び中国古代社会発展段階説の問題を検討することに決心を促し、つまり、中国の歴史は底に上がって1つ奴隷社会発展段階が存在したかどうか、もしその問題が根本に存在しないならばまた、そこに中国の奴隷制社会と封建社会の時代区分と制限問題を論争するのは、でたらめではないだろうか。改革開放新時期に、古代中国に奴隷社会の発展段階がないと主張している学者は黄現璠、張広志、胡鍾達、沈長雲、晁福林などである」としており、さらに張は、「しかも、最初にこの史学ペナルティエリアを突き破りのは黄現璠先生であった」と述べている。
上海復旦大学の陳淳教授は「1979年に、黄現璠は「中国民族歴史に奴隷社会がないことについて」という重要な論文を発表したの後に、引き続いて、張広志も1980年に「中国奴隷制度の歴史地位について」という論文を発表した。1982年まで着いて、だんだん多くなる学者は必ず奴隷社会の発展段階が決して人類歴史全体にあてはまる発展段階ではないことに傾いて、殷商は決して奴隷社会ではないことは中国歴史学界の共通認識になった」と語っている。こうした基礎の上に、改革開放の新時代には中国歴史学界における「無奴学派」（略語「無奴派」）は徐々に形成されていった。

## 主要な主張
黄現璠は、「マルクスの発展段階説が全人類史的＝全世界史的に見た歴史であって、個々の地域や民族の歴史ではない。したがってヨーロッパ諸国でも、それぞれの国の歴史でも必ずしも常に当てはまるとはいえず、ましてや中国古代史にも当てはまらない。奴隷社会とか、世界史に通じる用語がない。中国古代史のなかには決して奴隷社会が存在しない。特に、マルクスの発展段階説が中国の個々の地域史や民族史にそのまま当てはまらない」などと主張し、郭沫若を代表とする教条主義的な史観に向かって猛烈な批判を展開した。これは「無奴学派」の主要な主張である。

## 論争
日本の国立民族学博物館の塚田誠之（つかだしげゆき）教授は「黄現璠はチワン族社会の発展段階が氏族社会から直接に初期の封建社会に入り、転換の起点が唐宋の時代に始まったと考えた。それによって、古代チワン族社会の特質をめぐる論争を巻き起こした」と指摘した。こののち、中国歴史学界では「無奴派」と「有奴派」に分かれ、激しい論争を戦わせることとなった。

## 特色
学派の特色は、黄現璠が提唱した「無奴論」と「社会形態論」である。学問的には史料に基づく実証的なものであって、「教条主義史学」と「有奴論」を批判し、郭沫若、范文瀾、呂振羽、翦伯賛、侯外廬、周谷城を代表とする中国マルクス主義歴史学者の発展段階論に対抗した。

## 代表的な学者
学派は黄現璠を創始者とし、他に張広志、胡鍾達、沈長雲、胡曲園、満都爾図、晁福林等教授がいる。黄現璠の弟子に黄偉城、韋文宣、張一民、黄増慶、玉時階等教授、および張広志の弟子に莫金山、李学功等教授、ほか50以上の中国歴史学者、考古学者と哲学者たちがいる。